# 新界諮議制度
新界諮議制度是在1930年代香港新界實行諮議員與鄉長的制度，以推動鄉村行政管理的工作。那時新界各區尚未有鄉事委員會的組織，由理民府處理鄉村事務，在北約區首先試行諮議制度。諮議員之下為各鄉的鄉長。當時所稱的鄉長，實際上就是現在的村代表。